# Frederico Corleone
Frederico „Fredo” Corleone (ur. 26 listopada 1917, zm. 6 marca 1959) – postać fikcyjna z cyklu powieści Ojciec chrzestny autorstwa Maria Puzo i Marka Winegardnera oraz trylogii filmowej pod tym samym tytułem. Był synem Vita Corleone.
Fredo Corleone był postacią drugoplanową w powieści i pierwszej części trylogii. Większą uwagę poświęcono mu w powieści Powrót ojca chrzestnego Marka Winegardnera. Jego praca na rzecz rodziny Corleone ograniczała się do urządzenia przyjęć. Mimo że był synem dona Vita Corleone, nie miał wielkiego znaczenia w życiu rodziny. Większość uważała go za głupca, jednak nie mówiono mu tego otwarcie, gdyż był synem dona i bratem Michaela. Szczególną troską objęła go jego matka Carmella oraz siostra Connie. W młodości Fredo był fizycznie najsilniejszym z braci, spośród których był drugi, jeśli chodzi o wiek (najstarszym był Sonny).
Do 1945 roku był szefem ochrony Dona. Zazwyczaj jako ochroniarza wyznaczał w tym czasie Pauliego Gatto, który zdradził Dona Vita, podając informacje Virgilowi Sollozzo (handlarz narkotyków, któremu odmówił Don) o miejscu pobytu Dona i samemu udając chorobę. Wtedy Fredo bezpośrednio zaangażował się w ochronę Dona i to na jego warcie dokonano na nim zamachu. Fredo zablokował się psychicznie i wypuścił broń z ręki, po czym rozpłakał się na ulicy. Don przeżył zamach, ale po tym wydarzeniu Fredo przeprowadził się do Las Vegas pod ochronę rodziny Molinari i Moe Greena. Nauczył się tam sekretów prowadzenia kasyn i hoteli, dał się poznać jako bawidamek.
Po śmierci Dona Vita w 1955 roku zostaje mianowany Sottocapo, czyli wiceszefem. Jest to nowe stanowisko stworzone przez jego brata Michaela specjalnie dla niego. Nie niesie ze sobą jednak większej odpowiedzialności, z czego Fredo zdaje sobie sprawę. Mark Winegardner w Powrocie ojca chrzestnego przedstawia go jako osobę niedocenianą i bystrzejszą niż inni uważają. Jest świadomy tego, jak Michael go oszukuje. Popada w alkoholizm, okazuje się osobą biseksualną. Prowadzi też własny talk-show w telewizji.
W drugiej części trylogii filmowej brał udział w zamachu na swojego brata, zabijając ludzi, którzy strzelali do Michaela. Hyman Roth i Johnny Ola obiecali, że coś mu kapnie. Na nowy rok Michael odkrył spisek, jednakże Fredo uciekł przed bratem. Gdy rozpoczęły się przesłuchania członków mafii Corleone, Michael spotkał się z Fredem. Wyciągnął z niego informacje o przesłuchaniu oraz o zamachu na niego, po czym oświadczył, że od tego dnia Fredo nie jest jego bratem.
Na pogrzebie matki, Connie spotkała się z Michaelem, prosząc o przebaczenie Fredowi. Michael pozornie przebaczył bratu. W roku 1959 Fredo został zastrzelony przez Ala Neriego podczas wędkowania na łodzi. Oficjalnie mówiono, że Fredo się utopił. Dwadzieścia lat później Michael spowiadał się z rozkazu zabójstwa własnego brata przed kardynałem Lamberto, późniejszym papieżem Janem Pawłem I.
Odtwórcą roli Freda w filmie był John Cazale.